# Mauricio Macri

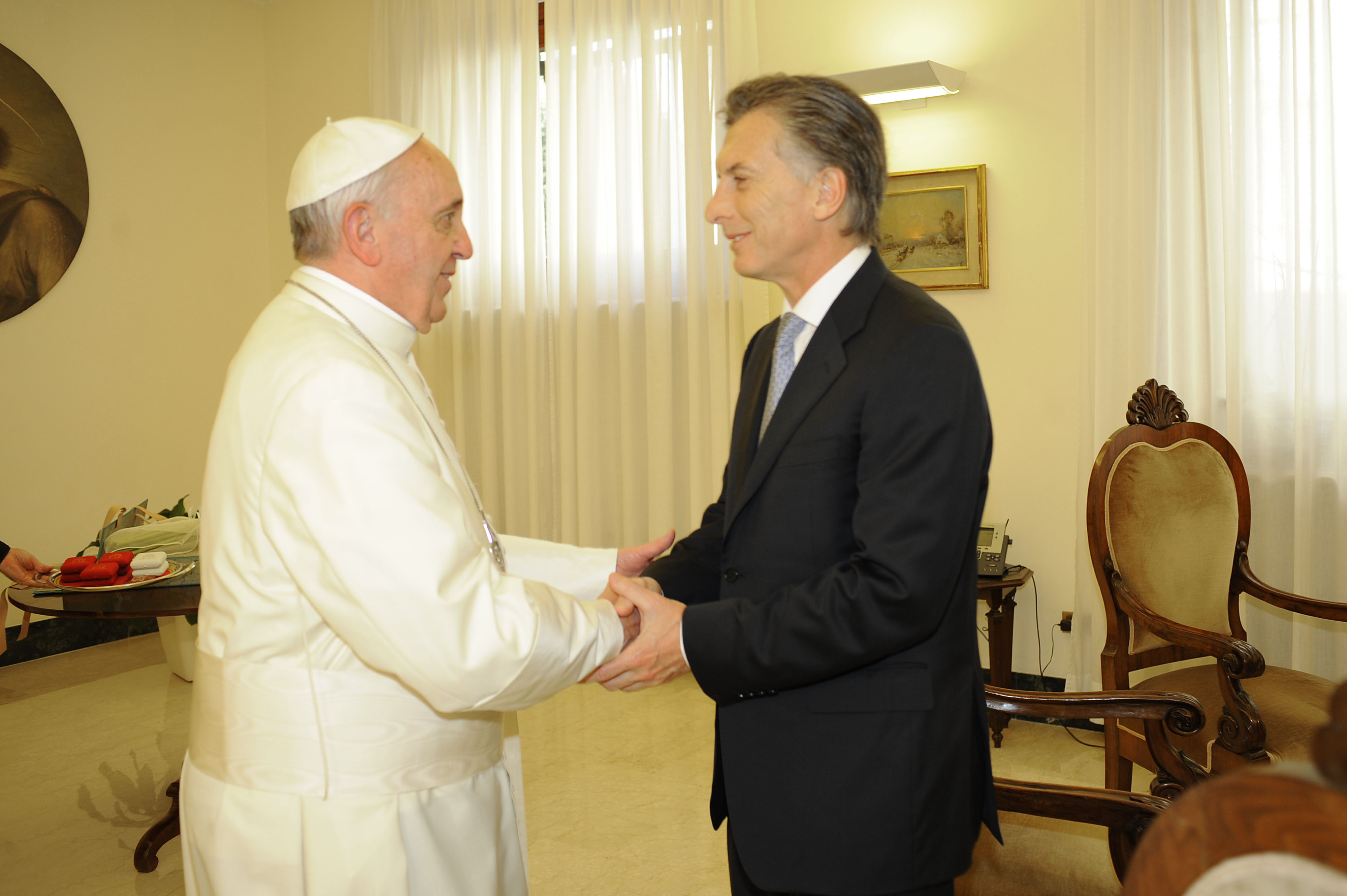
Ontmoeting tussen Mauricio Macri en paus Franciscus in 2013.

Mauricio Macri (Tandil, 8 februari 1959) is een Argentijnse politicus. Tussen december 2015 en december 2019 was hij de president van Argentinië. Eerder was hij acht jaar lang burgemeester van Buenos Aires.

## Loopbaan
Macri is de zoon van Franco Macri, een van Argentiniës invloedrijkste zakenmannen. Hij studeerde civiele techniek aan een vooraanstaande particuliere universiteit. Vervolgens werkte hij voor verschillende bedrijven van GrupoMacri. Dit conglomeraat van zijn vader is onder andere actief in de bouw, de auto-industrie, mijnbouw en vastgoed.
Toen hij 32 jaar oud was, werd Macri ontvoerd en twaalf dagen vastgehouden door een groep gecorrumpeerde politieagenten. Na betaling van zes miljoen dollar lieten ze hem vrij.
In 1995 werd hij voorzitter van voetbalclub CA Boca Juniors. Onder zijn leiding behaalde de club vele overwinningen en dat leverde Macri landelijke bekendheid op.

### Burgemeester
In 2007 werd hij gekozen tot burgemeester van Buenos Aires. Hij werd in 2011 met een groot overwicht herkozen.

### President
Op 22 november 2015 behaalde hij tijdens de Argentijnse presidentsverkiezingen 51,5% van de stemmen, en versloeg daarmee Daniel Scioli, de kandidaat van de huidige regeringscoalitie. Op 10 december 2015 werd Macri president van Argentinië en volgde daarmee Cristina Fernández de Kirchner op. Hij kwam op voor de coalitie Cambiemos ("Laten we veranderen"). Hij streeft naar een meer liberale koers en wil een oplossing voor de schuldenkwestie realiseren. Macri beloofde verder in zijn verkiezingscampagne een vrije markt met minder staatsinmenging en de corruptie te bestrijden.
De officiële machtsoverdracht verliep moeizaam. In haar laatste weken als president, benoemde Kirchner zo’n 3000 politieke vrienden en vaardigde ze talloze decreten uit, zeer tegen de zin in van Macri. Kirchner weigerde Macri de presidentiële sjerp en staf te overhandigen, zoals gebruikelijk is. Na tussenkomst van een rechter werd besloten dat Kirchner president was tot 23:59 uur op 9 december. Macri werd pas president vanaf de ondertekening van de officiële documenten rond het middaguur de volgende dag. In het tijdsvacuüm vervulde Frederico Pinedo, de voorzitter van de Senaat, de taken van de president en Macri kreeg de versierselen dus uit handen van hem. Een van de eerste acties van Macri was de benoeming van een nieuwe directeur voor de Centrale Bank van Argentinië, Alejandro Vanoli werd vervangen door Federico Sturzenegger.
Een erfenis van het beleid van zijn voorganger was dat Argentinië in 2014 voor de tweede keer in 13 jaar failliet ging en niet meer in het buitenland kon lenen. Na zijn beëdiging begon zijn minister van Financiën, Prat-Gay, met onderhandelingen. Een akkoord werd gesloten dat door het Argentijnse parlement en de Senaat, in beide kamers heeft Macri’s partij een minderheid, in maart 2016 werd goedgekeurd. Argentinië gaat nu een miljardenschuld afbetalen en met het akkoord komt er een eind aan een juridisch gevecht van meer dan vijftien jaar. Argentinië kreeg hiermee ook weer toegang tot de internationale kapitaalmarkten.
In oktober 2017 zijn tussentijdse verkiezingen gehouden. Een derde van de zetels in de Senaat en bijna de helft van de Kamer van Afgevaardigden waren verkiesbaar. De partij van Macri kreeg meer stemmen waardoor zijn positie is versterkt, al heeft hij nog steeds geen meerderheid. De uitslag zorgt ook dat hij automatisch in aanmerking komt als kandidaat voor de verkiezingen in 2019.
In mei 2018 vroeg Argentinië hulp aan het Internationaal Monetair Fonds (IMF) na een dramatische waardedaling van de Argentijnse peso tegenover de dollar. In juni 2018 keurde het IMF-bestuur een financieringspakket van US$50 miljard goed. Hiervan wordt US$15 miljard meteen uitgekeerd en de rest volgt als de regering voldoende vorderingen maakt in het terugdringen van het begrotingstekort. Macri neemt daarmee een groot politiek risico, want het IMF is bij de Argentijnen bijzonder onpopulair. De maatregelen die het IMF in 2001-2002 oplegde, dreven het land in een diepe economische crisis.
Medio augustus 2019 werden voorverkiezingen gehouden voor de definitieve stembusgang op 27 oktober. De links-populistische kandidaat Alberto Ángel Fernández kreeg 48% van de stemmen terwijl Macri op zo'n 33% bleef steken. Aan de kandidatuur van Fernández was een vicepresidentschap voor Cristina Kirchner gekoppeld. De kiezers hebben Macri afgerekend op de slechte staat van de economie, in 2018 kromp de economie met 2,5% en de werkloosheid is sindsdien gestegen van 7% naar 10%. In een reactie daalde de koers van Argentijnse peso versus de Amerikaanse dollar in twee dagen met 20%. De Argentijnse aandelen verloren ook fors in waarde. Eind oktober 2019 verloor Macri de presidentsverkiezingen van Alberto Fernández. Argentinië kreeg daarmee weer een linkse president en Cristina Kirchner werd vicepresident. Op 10 december 2019 vond de machtsoverdracht plaats.
- Bibliothèque nationale de France: cb16967948z (data)
- Gemeinsame Normdatei: 1081728159
- International Standard Name Identifier: 0000 0001 1537 9090
- Library of Congress Control Number: no2011023026
- Nationale Bibliotheek van Israël: 987008575690405171
- Système universitaire de documentation: 161255027
- Virtual International Authority File: 168392212
- WorldCat: E39PBJrKXcprk97dVmBwPkpgKd